# Окраина (фильм, 2017)
«Окраина» (англ. The Outcasts) ― американская молодёжная комедия 2017 года режиссёра Питера Хатчингса. Фильм был выпущен в ограниченном количестве кинотеатров и через видео по запросу 14 апреля 2017 года компаниями Swen Releasing и Red Granite International.

## Сюжет
Лучшие подруги Минди и Джоди пережили годы мучений под гнетом популярных девчонок Уитни и Маккензи. Они планируют переждать свой выпускной год незаметно. Но когда они становятся жертвой унизительной шутки, эти двое вынашивают план объединения отверженных школы и начала социальной революции. Они объединяют усилия с Дейвом, приветливым бездельником, Клэр, девушкой-скаутом с секретом, и Вирджинией, у которой есть компромат на всех.

## В ролях
- Виктория Джастис ― Джоди
- Иден Шер ― Минди
- Эшли Рикардс ― Вирджиния
- Клаудия Ли ― Уитни
- Джазмин К. Ричардсон ― Долорес
- Пейтон Рой Лист ― Маккензи
- Эван Джогиа ― Дейв
- Гарри Кацман ― Луи

## Маркетинг
29 июля 2014 года журнал Entertainment Weekly опубликовал два фото из фильма. 14 мая 2015 года официальный постер был обнародован через официальные аккаунты актёров в социальных сетях.

## Выпуск
В марте 2017 года Swen Group приобрела права на распространение фильма. 14 апреля 2017 года The Outcasts был выпущен ограниченным тиражом и стал доступен через видео по запросу. 14 августа 2017 года он был выпущен на Netflix.

## Критика
В настоящее время фильм получил 56 % одобрения критиков на Rotten Tomatoes на основе 9 рецензий. На Metacritic фильм имеет средневзвешенный балл 47 из 100, основанный на 4 критиках, что указывает на смешанные или средние отзывы.